# Producto desechable

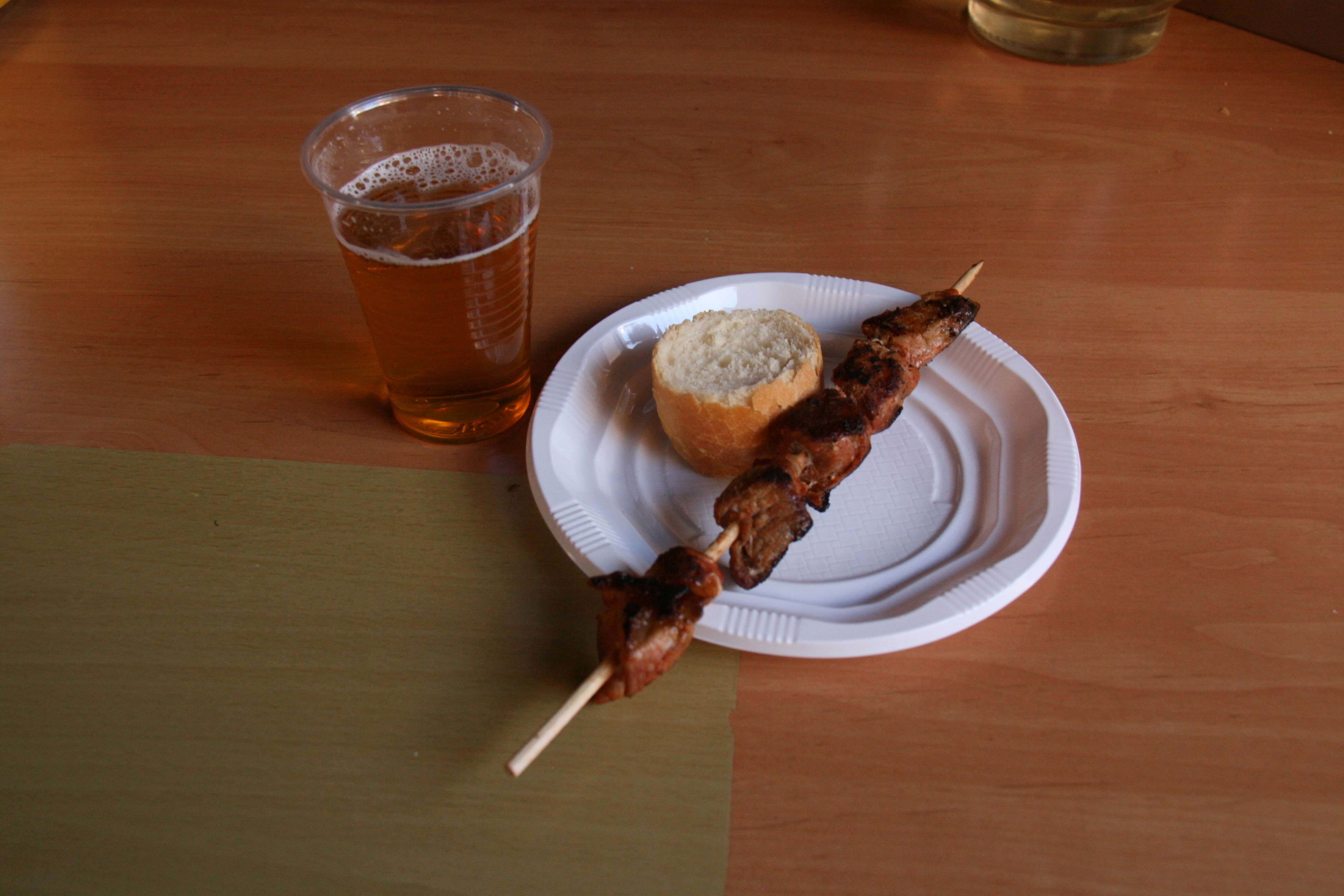
A menudo los productos desechables se emplean para servir alimentos.

Los productos desechables o descartables son aquellos que están concebidos para ser utilizados un número relativamente corto de veces y luego ser descartados como residuos, sacrificando una mayor durabilidad por comodidad de uso y un precio menor. También se les llama productos de un solo uso, o de usar y tirar.
El principal inconveniente de esta clase de productos es su mayor impacto ambiental al tener un ciclo de vida más corto que los productos duraderos o reusables. El uso extensivo de este tipo de productos va en contra de las políticas de minimización de residuos.
En el área de la salud el uso de productos desechables presenta varias ventajas como la prevención de enfermedades y proliferación de agentes contaminantes, entre otras.

## Costos ocultos de los productos desechables
Suelen ser preferidos por su bajo costo, comodidad y facilidad para el consumidor. Pero a menudo se pasan por alto los costos ocultos, con impacto en la economía, la salud y la ecología. El costo de gestionar la mayor cantidad de residuos generados recae en los gobiernos locales y los contribuyentes, quienes deben financiar los servicios de recolección, transporte y eliminación de desechos. La contaminación plástica en océanos y vías fluviales no solo daña la vida marina sino que también afecta a industrias como la pesca y el turismo. Los esfuerzos de limpieza para eliminar los desechos plásticos de las playas y cuerpos de agua tienen un costo significativo para las comunidades y los gobiernos locales. También pueden generar un aumento de los gastos sanitarios. Por ejemplo, los envases de plástico de un solo uso a menudo contienen sustancias químicas nocivas que pueden filtrarse a los alimentos o bebidas, lo que plantea riesgos para la salud de los consumidores.

## Ejemplos
Ejemplos de productos desechables:
- Vasos, platos y cubiertos de plástico y servilletas de papel.
- Bolsas plásticas.
- Botellas no retornables de bebida.
- Embalaje de comida para llevar.
- Pañales.